# 2035 Stearns
2035 Stearns eller 1973 SC är en asteroid som korsar Mars omloppsbana. Den upptäcktes 21 september 1973 av den amerikanska astronomen James B. Gibson vid Leoncito Astronomical Complex. Den har fått sitt namn efter den amerikanska astronomen Carl Leo Stearns.
Asteroiden har en diameter på ungefär 4 kilometer och den tillhör asteroidgruppen Hungaria.